# 중복순열
중복순열 (重複順列, permutation with repetition) {\displaystyle _{n}\Pi _{r}}은 {\displaystyle n}개의 서로 다른 원소 중에서 중복을 허락해 {\displaystyle r}개를 뽑아서 한 줄로 늘어놓는 경우의 수다. 

## 설명
서로 다른 {\displaystyle n}개의 원소에서 {\displaystyle r}개를 중복을 허락해 뽑아 한 줄로 늘어놓을 때, 첫 번째에서 {\displaystyle n}개를 선택할 수 있고 그 뒤로 두 번째, 세 번째, … , {\displaystyle r}번째에서 계속 {\displaystyle n}개를 선택할 수 있기 때문에 이 순열의 개수는 {\displaystyle n^{r}}임을 알 수 있다.

## 예시
- 두 명이 하는 가위바위보의 모든 경우의 수는 32=9가지다.
- 세 명의 학생이 네 종류의 차(오미자차, 감잎차, 둥굴레차, 국화차)를 주문하는 경우의 수는 43=64가지다.
- 다섯 개의 숫자 1, 2, 3, 4, 5를 중복해서 사용할 때 만들 수 있는 네 자리 자연수 중 3000 이하인 홀수의 개수는 2×3×52=150개다.